# Le Trioulou
Le Trioulou est une commune française, située dans le département du Cantal en région Auvergne-Rhône-Alpes.

## Géographie

### Localisation
La commune est limitrophe du département du Lot.
|                       | Maurs                 |                           |
| Bagnac-sur-Célé (Lot) | du Trioulou           | Saint-Constant-Fournoulès |
|                       | Saint-Santin-de-Maurs |                           |

### Climat
Pour des articles plus généraux, voir Climat d'Auvergne-Rhône-Alpes et Climat du Cantal.
En 2010, le climat de la commune est de type climat océanique altéré, selon une étude du CNRS s'appuyant sur une série de données couvrant la période 1971-2000. En 2020, Météo-France publie une typologie des climats de la France métropolitaine dans laquelle la commune est exposée à un climat de montagne ou de marges de montagne et est dans la région climatique  Ouest et nord-ouest du Massif Central, caractérisée par une pluviométrie annuelle de 900 à 1 500 mm, maximale en automne et en hiver. 
Pour la période 1971-2000, la température annuelle moyenne est de 12,2 °C, avec une amplitude thermique annuelle de 15,8 °C. Le cumul annuel moyen de précipitations est de 1 070 mm, avec 11,6 jours de précipitations en janvier et 6,7 jours en juillet. Pour la période 1991-2020, la température moyenne annuelle observée sur la station météorologique de Météo-France la plus proche, « Saint-Constant »sur la commune de Saint-Constant-Fournoulès à 4 km à vol d'oiseau, est de 12,7 °C et le cumul annuel moyen de précipitations est de 1 058,4 mm,. Pour l'avenir, les paramètres climatiques de la commune estimés pour 2050 selon différents scénarios d'émission de gaz à effet de serre sont consultables sur un site dédié publié par Météo-France en novembre 2022.

## Urbanisme

### Typologie
Au 1er janvier 2024, Le Trioulou est catégorisée commune rurale à habitat très dispersé, selon la nouvelle grille communale de densité à 7 niveaux définie par l'Insee en 2022.
Elle est située hors unité urbaine et hors attraction des villes,.

### Occupation des sols
L'occupation des sols de la commune, telle qu'elle ressort de la base de données européenne d’occupation biophysique des sols Corine Land Cover (CLC), est marquée par l'importance des territoires agricoles (73,6 % en 2018), en augmentation par rapport à 1990 (71,8 %). La répartition détaillée en 2018 est la suivante : 
prairies (55,2 %), forêts (25,6 %), zones agricoles hétérogènes (18,4 %), zones urbanisées (0,8 %). L'évolution de l’occupation des sols de la commune et de ses infrastructures peut être observée sur les différentes représentations cartographiques du territoire : la carte de Cassini (XVIIIe siècle), la carte d'état-major (1820-1866) et les cartes ou photos aériennes de l'IGN pour la période actuelle (1950 à aujourd'hui).

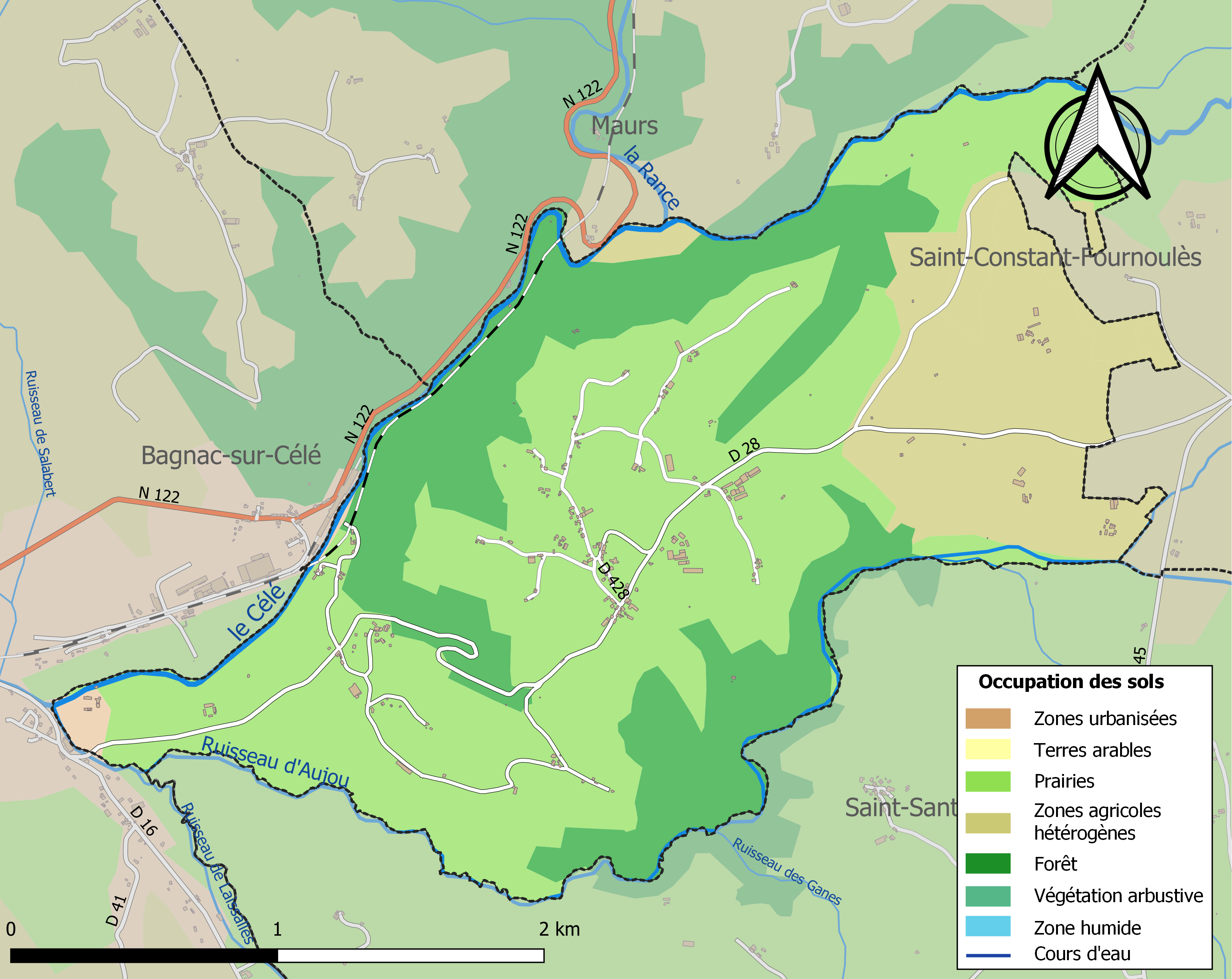
Carte des infrastructures et de l'occupation des sols de la commune en 2018 (CLC).

### Habitat et logement
En 2018, le nombre total de logements dans la commune était de 82, alors qu'il était de 78 en 2013 et de 74 en 2008.
Parmi ces logements, 59,8 % étaient des résidences principales, 24,4 % des résidences secondaires et 15,9 % des logements vacants. Ces logements étaient pour 95,1 % d'entre eux des maisons individuelles et pour 2,4 % des appartements.
Le tableau ci-dessous présente la typologie des logements au Le Trioulou en 2018 en comparaison avec celle du Cantal et de la France entière. Une caractéristique marquante du parc de logements est ainsi une proportion de résidences secondaires et logements occasionnels (24,4 %) supérieure à celle du département (20,4 %) et à celle de la France entière (9,7 %). Concernant le statut d'occupation de ces logements, 73,5 % des habitants de la commune sont propriétaires de leur logement (82 % en 2013), contre 70,4 % pour le Cantal et 57,5 pour la France entière.
| Typologie                                               | Le Trioulou | Cantal | France entière |
| ------------------------------------------------------- | ----------- | ------ | -------------- |
| Résidences principales (en %)                           | 59,8        | 67,7   | 82,1           |
| Résidences secondaires et logements occasionnels (en %) | 24,4        | 20,4   | 9,7            |
| Logements vacants (en %)                                | 15,9        | 11,9   | 8,2            |

## Histoire

### Moyen Âge
Le Trioulou est un ancien prieuré qui appartenait à l'abbaye de Figeac. Du XIIIe siècle au commencement du XVe siècle, les familles de Canis et d'Escaffre ont possédé la seigneurie qui s'y rattachait en fief de l'abbé de Figeac à qui ils rendaient hommage. La haute justice passe ensuite au baron de Castelnau puis est rachetée en 1540 par Jacques d'Escaffre, seigneur du trioulou.

## Politique et administration
| Période                                  | Période   | Identité          | Étiquette | Qualité                                           |
| ---------------------------------------- | --------- | ----------------- | --------- | ------------------------------------------------- |
| Les données manquantes sont à compléter. |           |                   |           |                                                   |
| 1983                                     |           | Bernard Laurens   | CNI       | Conseiller général du canton de Maurs (1985-1992) |
| octobre 2004                             | mars 2014 | Bernard Poujols   |           |                                                   |
| mars 2014                                | 2020      | Chantal Four      | DVD       | Agricultrice                                      |
| 2020                                     | En cours  | Geneviève Marquet |           |                                                   |

## Démographie
L'évolution du nombre d'habitants est connue à travers les recensements de la population effectués dans la commune depuis 1793. Pour les communes de moins de 10 000 habitants, une enquête de recensement portant sur toute la population est réalisée tous les cinq ans, les populations de référence des années intermédiaires étant quant à elles estimées par interpolation ou extrapolation. Pour la commune, le premier recensement exhaustif entrant dans le cadre du nouveau dispositif a été réalisé en 2008.

En 2022, la commune comptait 98 habitants, en évolution de −7,55 % par rapport à 2016 (Cantal : −1,08 %, France hors Mayotte : +2,11 %).
| 1793 | 1800 | 1806 | 1821 | 1836 | 1841 | 1846 | 1851 | 1856 |
| ---- | ---- | ---- | ---- | ---- | ---- | ---- | ---- | ---- |
| 374  | 335  | 350  | 373  | 450  | 441  | 458  | 452  | 412  |

| 1861 | 1866 | 1872 | 1876 | 1881 | 1886 | 1891 | 1896 | 1901 |
| ---- | ---- | ---- | ---- | ---- | ---- | ---- | ---- | ---- |
| 411  | 367  | 331  | 343  | 343  | 342  | 331  | 339  | 342  |

| 1906 | 1911 | 1921 | 1926 | 1931 | 1936 | 1946 | 1954 | 1962 |
| ---- | ---- | ---- | ---- | ---- | ---- | ---- | ---- | ---- |
| 335  | 334  | 294  | 252  | 227  | 217  | 212  | 207  | 205  |

| 1968 | 1975 | 1982 | 1990 | 1999 | 2006 | 2008 | 2013 | 2018 |
| ---- | ---- | ---- | ---- | ---- | ---- | ---- | ---- | ---- |
| 191  | 165  | 138  | 127  | 99   | 95   | 94   | 105  | 101  |

| 2022 | - | - | - | - | - | - | - | - |
| ---- | - | - | - | - | - | - | - | - |
| 98   | - | - | - | - | - | - | - | - |

## Culture locale et patrimoine

### Lieux et monuments
- L'église Saint-Blaise.
- Estadieu, hameau et ancienne seigneurie qui a appartenu aux Hospitaliers du grand prieuré d'Auvergne et de la commanderie de Carlat (langue d'Auvergne) où ceux-ci exerçaient la justice haute, moyenne et basse. Cette seigneurie dépendait du membre de la Villedieu[18].
- Villedieu[Note 2], ancienne chapelle de l'ordre de Saint-Jean de Jérusalem qui dépendait de la commanderie de Carlat en tant que membre et à laquelle était rattachée la seigneurie d'Estadieu (Standieu)[18]. Son existence en tant que telle est attestée jusqu'en 1616 puis elle disparait, vendue ou abandonnée par les Hospitaliers[19].